# 1936.
◄ | 19. stoljeće | 20. stoljeće | 21. stoljeće | ►
◄ | 1900-ih | 1910-ih | 1920-ih | 1930-ih | 1940-ih | 1950-ih | 1960-ih | ►
◄◄ | ◄ | 1933. | 1934. | 1935. | 1936. | 1937. | 1938. | 1939. | ► | ►►
Arhitektura • Astronomija • Biologija • Film • Fotografija • Glazba • Kazalište • Kemija • Kiparstvo • Knjige • Književnost • Kršćanstvo • Meteorologija • Medicina • Planinarstvo • Politika • Pravo • Promet • Slikarstvo • Strip • Šport • Televizija • Znanost • Zrakoplovstvo • Željeznički promet

## Događaji
- 6. veljače – Otvorene IV. Zimske olimpijske igre u Garmisch-Partenkirchenu (Njemačka).

## Rođenja

### Siječanj – ožujak
- 5. siječnja – Petar Kriste, hrvatski političar
- 8. siječnja – Zdeněk Mácal, češki dirigent
- 14. siječnja – Reiner Klimke, njemački sportaš († 1999.)
- 26. siječnja – Zvonimir Baletić, hrvatski ekonomist i akademik
- 11. veljače – Burt Reynolds, američki glumac († 2018.)
- 17. veljače – Stipe Šuvar, hrvatski političar († 2004.)
- 17. veljače – Jim Brown, bivši američki nogometaš i glumac
- 25. veljače – Mato Lešćan, hrvatski skladatelj († 1991.)
- 28. siječnja – Mirjana Krizmanić, hrvatska psihologinja († 2024.)

### Travanj – lipanj
- 3. travnja – Rudi Aljinović, hrvatski novinar († 2022.)
- 20. travnja – Ljubica Jović, hrvatska glumica
- 27. travnja – Maruška Šinković, hrvatska pjevačica
- 2. svibnja – Tamás Mendelényi, mađarski mačevalac († 1999.)
- 9. svibnja – Glenda Jackson, britanska glumica i političarka
- 13. svibnja – Davor Rodin, hrvatski filozof i politolog
- 17. svibnja – Dennis Hopper, američki glumac († 2010.)
- 27. svibnja – Ivo Brešan, hrvatski književnik i scenarist († 2017.)
- 27. svibnja – Louis Gossett, Jr., američki glumac († 2024.)
- 27. svibnja – Zlatko Crnković, hrvatski glumac († 2012.)
- 1. lipnja – Bekim Fehmiu, srpski glumac († 2010.)
- 20. lipnja – Ivan Grubišić, hrvatski političar, katolički svećenik i sociolog († 2017.)
- 22. lipnja – Kris Kristofferson, američki country-glazbenik († 2024.)

### Srpanj – rujan
- 4. srpnja – Ralph Abraham, američki matematičar († 2024.)
- 8. srpnja – Gabi Novak, hrvatska pjevačica († 2025.)
- 1. kolovoza – Yves Saint-Laurent, francuski modni dizajner († 2008.)
- 3. kolovoza – Vice Vukov, hrvatski estradni umjetnik, publicist i političar († 2008.)
- 6. kolovoza – Dražan Jerković, hrvatski nogometaš, reprezentativac, trener, sportski direktor i izbornik († 2008.)
- 15. kolovoza – Vera Svoboda, hrvatska pjevačica († 2024.)
- 18. kolovoza – Robert Redford, američki glumac
- 20. kolovoza – Alice i Ellen Kessler, njemačke pjevačice, glumice i plesačice
- 29. kolovoza – John McCain, američki političar i senator († 2018.)
- 28. rujna – Većeslav Šupuk, hrv. katolički svećenik, javni i kulturni djelatnik
- 29. rujna – Silvio Berlusconi, talijanski poduzetnik, političar i državnik († 2022.)

### Listopad – prosinac
- 6. listopada – Beti Jurković, hrvatska pjevačica
- 7. listopada – Nenad Šegvić, hrvatski kazališni glumac († 2021.)
- 17. listopada – Đurđa Ivezić, hrvatska glumica († 2020.)
- 27. listopada – Zdenka Anušić, hrvatska glumica († 2012.)
- 8. studenoga – Mirko Zelić, hrvatski akademik i znanstvenik († 2023.)
- 16. studenoga – Igor Turčin, ukrajinski rukometni trener († 1993.)
- 18. studenoga – John Edmond, rodezijski glazbenik
- 21. studenoga – Ivka Dabetić, hrvatska glumica († 2023.)
- 1. prosinca – Franjo Jurčec, hrvatski glumac
- 8. prosinca – David Carradine, američki glumac († 2009.)
- 12. prosinca – Jakša Barbić, hrvatski pravnik i akademik († 2025.)
- 17. prosinca – Klaus Kinkel, njemački odvjetnik i političar († 2019.)

## Smrti

### Siječanj – ožujak
- 18. siječnja – Rudyard Kipling, engleski književnik (* 1865.)
- 27. veljače – Ivan Pavlov, ruski fiziolog (* 1849.)
- 28. veljače – Charles Jules Henri Nicolle, francuski liječnik, nobelovac (* 1866.)
- 27. ožujka – Stjepan Javor, hrvatski političar (* 1877.)

### Travanj – lipanj
- 28. travnja – Fuad I., egipatski kralj (* 1868.)
- 28. travnja – Ignjat Job, hrvatski slikar (* 1895.)
- 12. lipnja – Karl Kraus, austrijski prozaist, publicist i dramatik (* 1874.)
- 18. lipnja – Maksim Gorki, ruski književnik (* 1868.)

### Srpanj – rujan
- 23. srpnja –  Anna Abrikosova, ruska redovnica (* 1882.)
- 1. kolovoza – Louis Blériot, francuski inženjer i letač (* 1872.)
- 15. kolovoza – Grazia Deledda, talijanska književnica (* 1871.)

### Listopad – prosinac
- 6. studenog – Ivša Lebović, hrvatski političar i odvjetnik (* 1874.)
- 10. prosinca – Luigi Pirandello, talijanski književnik (* 1867.)
- 18. prosinca – Andrija Mohorovičić, hrvatski geofizičar (* 1857.)
- 22. prosinca – Dragutin Gorjanović Kramberger, hrvatski paleontolog, paleontropolog i geolog (* 1856.)

## Nobelova nagrada za 1936. godinu
- Fizika: Victor F. Hess i Carl David Anderson
- Kemija: Petrus (Peter) Josephus Wilhelmus Debye
- Fiziologija i medicina: Henry Hallett Dale i Otto Loewi
- Književnost: Eugene O'Neill
- Mir: Carlos Saavedra Lamas

## Vanjske poveznice
|  | Zajednički poslužitelj ima još gradiva o temi 1936. |